# (2392) Jonathan Murray
(2392) Jonathan Murray (1979 MN1; 1969 VK1; 1974 CW; 1976 SR9) ist ein ungefähr zehn Kilometer großer Asteroid des inneren Hauptgürtels, der am 25. Juni 1979 von den US-amerikanischen Astronomen Eleanor Helin und Schelte John Bus am Siding-Spring-Observatorium in der Nähe von Coonabarabran, New South Wales in Australien (IAU-Code 260) entdeckt wurde.

## Benennung
(2392) Jonathan Murray wurde dem Sohn von Bruce und Suzanne Murray benannt, die langjährige Freunde der Entdecker Eleanor Helin und Schelte John Bus waren. Der Asteroid wurde einige Wochen vor der Geburt von Jonathan Murray am 19. Juli 1979 entdeckt.